# Andrzej Szenajch
Andrzej Szenajch, również jako Andrzej Schoeneich (ur. 14 lipca 1930 w Warszawie) – polski aktor filmowy i teatralny, kostiumolog – zajmuje się kostiumografią wojskową i militariami.

## Dzieciństwo i młodość
Urodził się w Warszawie, ale dzieciństwo spędził przy 1 Pułku Strzelców Konnych w Garwolinie, w którym jego ojciec Edward Schoeneich był dowódcą 3 szwadronu w stopniu porucznika. Tam nauczył się jeździć konno, a także zainteresował się wojskiem i historią.

## Kariera aktorska
Po zakończeniu II wojny światowej studiował aktorstwo w warszawskiej szkole teatralnej. 1952–1958 pracował w Teatrze Ziemi Opolskiej w Opolu jako inspicjent. W 1959 wrócił do Warszawy, gdzie do 1961 występował w Warszawskim Teatrze Objazdowym, by wreszcie na stałe związać się z Teatrem Współczesnym, którego inspicjentem, a także aktorem pozostał aż do przejścia na emeryturę w 1995. Jako aktor filmowy ma w dorobku ponad 150 ról. Grał m.in. w filmach Andrzeja Wajdy, Wojciecha J. Hasa, Kazimierza Kutza, Janusza Zaorskiego i Jana Jakuba Kolskiego. W 1977 został odznaczony Srebrnym Krzyżem Zasługi.

## Kostiumograf
W latach siedemdziesiątych zaczął pracować przy produkcji filmów polskich i zagranicznych jako konsultant do spraw koni i pojazdów, a następnie jako kostiumograf i specjalista do spraw mundurów i militariów. Współpracował w tym charakterze z takimi reżyserami, jak Andrzej Wajda, Krzysztof Zanussi, Jerzy Antczak, Roman Polański, Volker Schloendorff, Steven Spielberg i Costa-Gavras. Jest obok Jana Rutkiewicza największym znawcą militariów w świecie polskiego filmu.

## Wybrane role filmowe
- Katyń (2007), reż. A. Wajda – profesor Uniwersytetu Jagiellońskiego
- Jutro idziemy do kina (2007), reż. M. Kwieciński – generał
- Aryjska para (2004), reż. J. Daly – Max, członek rodziny Krauzenberga
- Karol. Człowiek, który został papieżem (2004), reż. G. Battiato – profesor Uniwersytetu Jagiellońskiego
- Warszawa (2003), reż. D. Gajewski – powstaniec
- Pornografia (2003), reż. J.J. Kolski – kościelny
- Chopin. Pragnienie miłości (2002), reż. J. Antczak – sędzia
- Marszałek Piłsudski (2001), reż. A. Trzos-Rastawiecki – wachmistrz, opiekun Kasztanki
- Wiedźmin (2001), reż. M. Brodzki – druid
- Pułkownik Kwiatkowski (1995), reż. K. Kutz – administrator hotelu „Pod Orłem”
- Prowokator (1995), reż. K. Lang – Ilja Kuruta, sekretarz Kawielina
- Horror w Wesołych Bagniskach (1995), reż. A. Barański – stangret Walenty
- Cwał (1995), reż. K. Zanussi – rotmistrz
- Plecak pełen przygód (1993) – rycerz (odc. 4)
- Panny i wdowy (1991) (odc. 4)
- Dom na głowie (1990), reż. G. Kędzierski – dozorca
- Kanalia (1990), reż. T. Wiszniewski – lekarz wojskowy
- Jan Kiliński (1990), reż. M. Kubera – Ankwicz
- Sztuka Kochania (1989), reż. J. Bromski – profesor Hochzeit
- Kanclerz (1989) – sługa Mroczka
- Odbicia (1989) – mężczyzna grający w karty (odc. 5)
- Ostatni dzwonek (1989), reż. M. Łazarkiewicz – profesor Froncel
- Modrzejewska (1989) – sufler
- Pogranicze w ogniu (1988) – mastalerz (odc. 6)
- Komediantka (1987), reż. J. Sztwiertnia – Gold, bileter w „Tivoli”
- Dorastanie (1987), reż. M. Gronowski – listonosz
- Śmieciarz (1987) – Izdebski (odc. 1 i 2)
- Tulipan (1986), reż. J. Dymek – taksówkarz Henio
- Komediantka (1986), reż. J. Sztwiertnia – Gold, bileter w „Tivoli”
- Cudzoziemka (1986), reż. R. Ber – profesor Auer, nauczyciel Róży w Petersburgu
- Polonia Restituta (1982), reż. B. Poręba – książę Zdzisław Lubomirski, prezydent Warszawy
- Matka Królów (1982), reż. J. Zaorski – Volksdeutsch
- Blisko, coraz bliżej (1982) – dyrektor gimnazjum (odc. 1)
- Najdłuższa wojna nowoczesnej Europy (1981) – sługa hrabiego Raczyńskiego (odc. 3)
- Panny z Wilka (1979), reż. A. Wajda – gość Joli z Warszawy
- Spirala (1978), reż. K. Zanussi – kierownik schroniska
- Śmierć prezydenta (1977), reż. J. Kawalerowicz – poseł lewicy
- 07 zgłoś się (1976)-(1987) - różne role w odc. 1 ,10, 16, 21.
- Daleko od szosy (odc. 4) (1976), reż. Z. Chmielewski – nauczyciel udzielający korepetycji Leszkowi
- Brunet wieczorową porą (1976), reż. S. Bareja – sąsiad Romanów
- Opadły liście z drzew (1975), reż. S. Różewicz – chłop Jamorski „Topola”
- Kolumbowie (odc. 3) (1970), reż. J. Morgenstern – tajniak gestapo

## Jako kostiumograf lub specjalista ds. militariów (wybór)
- 1920 Bitwa warszawska (2011), reż. J. Hoffman – kostiumy
- Generał Nil (2009), reż. R. Bugajski – kostiumy
- Katyń (2007), reż. A. Wajda – kostiumy wojskowe, militaria, rola profesora Uniwersytetu Jagiellońskiego
- Pianista (2002), reż. R. Polański – militaria (konsultacja)
- Zemsta (2002), reż. A. Wajda – kostiumy wojskowe, militaria
- Marszałek Piłsudski (2001), reż. A. Trzos-Rastawiecki – kostiumy wojskowe, militaria
- Pan Tadeusz (1999), reż. A. Wajda – kostiumy wojskowe, militaria
- Król olch (1996), reż. V. Schlondorff – kostiumy wojskowe
- Lista Schindlera (1993), reż. S. Spielberg – kostiumy wojskowe
- Pierścionek z orłem w koronie (1992), reż. A. Wajda – kostiumy wojskowe, militaria, rola strażnika sowieckiego na bocznicy kolejowej

## Role dubbingowe
- Karol. Człowiek, który został papieżem (2005), reż. dubb. E. Kopocińska, Marek Robaczewski – profesor Uniwersytetu Jagiellońskiego
- Ostatni rozdział (1997), reż. dubb. I. Falewiczowa
- Pif i Herkules (1989), reż. dubb. A. Bogusz – Błotniak
- Gumisie (1985), reż. dubb. E. Jeżewska
  - Król Karpi (odc. 4),
  - Zorlak (odc. 19)
- Zaklęte rewiry (1975) – Synajski